# آنری گستو
آنری ژان پاسکال گستو (فرانسوی: Henri Jean Pascal Gastaut‎؛ ۵ آوریل ۱۹۱۵ – ۱۵ ژوئیهٔ ۱۹۹۵) یک عصب‌پژوه، صرع‌شناس و متخصص اعصاب اهل فرانسه بود.
وی دانش‌آموختهٔ رشتهٔ پزشکی در دانشگاه اکس‌مارسی بود و در سال ۱۹۴۵ فارغ‌التحصیل شد. سپس دورهٔ عصب‌شناسی را زیر نظر «آنری روژه» و نوروآناتومی را زیر نظر «لوسین کورنیل» به اتمام رساند. وی در سال ۱۹۵۳ میلادی سرپرست آزمایشگاه‌های نوروبیولوژی در بیمارستان مارسی شد. سپس در ۱۹۵۴ جانشین کورنیل در کرسی «پاتولوژی آناتومیک» گشت و در سال ۱۹۶۰ میلادی رئیس «مرکز صرع کودکان» شد. در سال ۱۹۷۳ میلادی، شغل ریاست نوروفیزیولوژی بالینی به‌خاطر او ایجاد شد و این جایگاه علمی تا زمان بازنشستگی‌اش در سال ۱۹۸۴ میلادی به او تعلق داشت.
آنری گستو علاقهٔ فراوانی به نوار مغزی و عملکرد مغز در حین صرع داشت و در سال ۱۹۵۷ میلادی «سندرم HHE»، در سال‌های ۱۹۶۱ و ۱۹۶۶ میلادی سندرم لنوکس-گستو و در سال‌های ۱۹۸۱ و ۱۹۸۲ «نوع دیررس صرع خوش‌خیم کودکان با حملات اکسی‌پیتال» را توصیف کرد.
پس از پایان جنگ جهانی دوم، آنری گستو یکی از افراد مؤثری بود که در فعالیت دوبارهٔ اتحادیه بین‌المللی علیه صرع (ILAE) نقش داشت.
او تلاش داشت تا رابطهٔ مابین صرع و نبوغِ هنری افرادی همچون فیودور داستایفسکی، گوستاو فلوبر و ونسان ون گوگ را دریابد و چند مقاله نیز در این زمینه منتشر کرد.
آنری گستو در سال ۱۹۶۷ میلادی رئیس دانشگاه پزشکی مارسی شد. وی همچنین بابت خدمات و فعالیت‌های علمی‌اش، برندهٔ جوایز گوناگونی شد که از آن میان می‌توان به «سفیر صرع» (۱۹۶۸)، «جایزهٔ لنوکس» (۱۹۷۷ از انجمن صرع آمریکا) و لژیون دونور (فرمانده) اشاره کرد.

## گزیدهٔ تألیفات
- Gastaut H. The Epilepsies. Electro-Clinical Correlations. Springfield, Illinois, C. C. Thomas 1954
- Gastaut H, Vigouroux M, eds. Documents Selectionnés parmi 500 Auteurs et Présentés au Colloque Internationale Béthesda sur l’Épilepsie du Lobe Temporal. Marseilles, M. Leconte 1957
- Fischgold H, Gastaut H, eds. Conditionnement et Réactivité en Electroencéphalographie (Colloque de Marseille, 1955). Supplement to Electroencephalography and Clinical Neurophysiology. Paris, Masson & Cie 1957
- Gastaut H, Gastaut Y. La Syncope Vaso-Vagale Réflexe. Sa Différenciation d’Avec l’Épilepsie. Son Traitement. without place, Editions Sandoz ohne Jahr (1958)
- Fischgold H, Gastaut H, eds. Rayons X. Radio-Isotopes et E.E.G. dans l’Épilepsie (Colloque de Marseille, 1958). Supplement 17 to Electroencephalography and Clinical Neurophysiology. Paris, Masson & Cie 1960
- Gastaut H, Meyer JS, eds. Anoxia and the Electroencephalogram. Springfield, Illinois, C. C. Thomas 1961
- Bonduelle M, Gastaut H, eds. Les Myoclonies. Rapports présentés la XXVIIIe Réunion Neurologique Internationale, Paris, 4 – 5 Juin, 1968. Paris, Masson & Cie 1963
- Gastaut H, Roger J, Soulayrol R, Pinsard N, eds. L‘Encéphalopathie Myoclonique Infantile avec Hypsarythmie (Syndrome de West). Compte Rendu de la Réunion Européenne d’Information Electroencéphalographique (9e Colloque de Marseille, 1960). Paris, Masson & Cie 1964
- Gastaut H, Roger J, Lob H, eds. Les États de Mal Épileptiques. Compte Rendu de la Réunion Européenne d’Information Électroencéphalographique (Xe Colloque de Marseille, 1962). Électroencéphalographie et Neurophysiologie Clinique, Nouvelle Série (Vol 3). Paris, Masson & Cie 1967
- Gastaut H, Jasper H, Bancaud J, Waltregny A, eds. The Physiopathogenesis of the Epilepsies. Springfield, Illinois, C. C. Thomas 1969
- Gastaut H, Broughton R. Epileptic Seizures. Clinical and Electrographic Features, Diagnosis and Treatment. Springfield, Illinois, C. C. Thomas 1972
- Gastaut H en collaboration avec un groupe international d’experts. Dictionnaire De LʼÉpilepsie. Partie I: Définitions. Organisation Mondiale de la Santé, Genève 1973; english edition: Gastaut H in Collaboration with an International Group of Experts. Dictionary of Epilepsy. Part I: Definitions. World Health Organization, Geneva 1973; german edition: Gastaut H, unter Mitarbeit einer internationalen Expertengruppe (Kugler J, Übersetzer). Wörterbuch der Epilepsie. Stuttgart, Hippokrates 1976
- Gastaut H, Tassinari CA, eds. Epilepsies. Handbook of Electroencephalography and Clinical Neurophysiology, Vol 13a. Clinical EEG, III. Part A. Amsterdam, Elsevier 1975
- Beaumanoir A, Gastaut H, Naquet R, eds. Reflex Seizures and Reflex Epilepsies. International Symposium on Reflex Seizures and Reflex Epilepsies, Genève, Juin 1988. Genève, Editions Médicine et Hygiene 1989